# 5936 Хаджинов
5936 Хаджинов (5936 Khadzhinov) — астероїд головного поясу, відкритий 29 березня 1979 року.
Тіссеранів параметр щодо Юпітера — 3,224.